# ليو ويسينويسكي
ليو ويسينويسكي (بالإنجليزية: Leo Wisniewski)‏ هو لاعب كرة قدم أمريكية أمريكي، ولد في 6 نوفمبر 1959 في هانكوك في الولايات المتحدة.

## وصلات خارجية
- ليو ويسينويسكي على موقع مرجع كرة القدم المحترفة.كوم (الإنجليزية)